# باشگاه فوتبال استقلال تهران در فصل ۱۳۶۶
باشگاه فوتبال استقلال تهران در فصل ۱۳۶۶ ۴۲امین فصل فعالیت تیم استقلال در فوتبال ایران بود. در این سال استقلال در در مسابقات جام باشگاه‌های تهران ۱۳۶۶ شرکت کرد و استقلال در این فصل هم در جام حذفی ایران ۶۷–۱۳۶۶ شرکت کرد و هم در جام حذفی تهران ۱۳۶۶ نیز حاضر بود. استقلال در جام باشگاههای تهران در رتبه سوم جدول قرار گرفت. استقلال در هر دو جام حذفی در نیمه‌نهایی مغلوب حریفان خود شد و از دور مسابقات کنار رفت.

## مرور فصل
مسابقات قهرمانی باشگاههای تهران با شرکت ۱۸ تیم برگزار شد و تیم پرسپولیس به مقام نخست این دوره از مسابقات سال ۱۳۶۶ رسید و تیم استقلال پس ار تیم دارایی به مقام سوم دست یافت
در جام حذفی باشگاههای تهران تیم استقلال تا نیمه‌نهایی پیش آمد اما در مسابقه با تیم هما پس از تساوی ۲-۲ در وقت اضافه بر روی ضربات پنالتی ۴ بر ۱ مغلوب و از دور بازیها حذف شد.
در این مسابقات تیم پرسپولیس با شکست دادن هما به مقام قهرمانی جام حذفی تهران دست یافت.
در جام حذفی باشگاههای ایران تیم استقلال پس از حذف تیم‌های متحد همدان، پلی‌اکریل اصفهان و گسترش اراک در مقابل ملوان بندرانزلی شکست خورد و حذف گردید
استقلال سال ۱۳۶۶ را با یک دگرگونی محسوس شروع کرد و با از دست دادن چند مهره نام آشنا، کار را برای حضور مقتدرانه سخت دید. ناصر حجازی به دنبال یکی دو فصل حضور نصفه و نیمه، ناگریز به کناره‌گیری از استقلال شد و عبدالعلی چنگیز و شاهین بیانی مسافر قطر بودند و سعید مراغه‌جیان و رضا نعلچگر به تیم دارایی پیوستند. استقلال یکبار دیگر دل به جوانان و مهره‌های خانگی بست و فقط محمدرضا شکورزاده را به جمع خود اضافه کرد. منصور پور حیدری نیز کماکان رهبری تیم را در این فصل بعهده داشت.
در بهمن ماه سال ۱۳۶۶ محمد رنجبر بازیکن، کاپیتان و مربی پیشین استقلال و ملی ایران مسئولیت مربیگری و اداره تیم استقلال را به عهده گرفت.

## بازیکن‌ها
بازیکنان استقلال در این فصل عبارت بودند از: مجید رضایی، محمدرضا شکورزاده، حمید فرزام‌نیا، صادق ورمزیار، مجید نامجومطلق، جعفر مختاری‌فر، پرویز مظلومی، سعید جانفدا، بیژن طاهری، بهتاش فریبا، فرشاد فلاحت‌زاده، رضا رجبی، غلامرضا فتح‌آبادی، محسن گروسی، علی شوری، رامین محتشمی، جمشید فرجی، غلام خمس‌آبادی، اصغر رضایی، اصغر شیرپور، حسین سیروج، حمید ملک‌احمدی، حبیب زیوری.

## بازی‌ها

### قهرمانی باشگاه‌های تهران
منبع

| ۲۲ اسفند ۱۳۶۵ ۱ | استقلال تهران          | ۱–۰ | وحدت تهران | تهران                                              |
|                 | نامجومطلق ۶۵' (پنالتی) |     |            | ورزشگاه: شیرودی تماشاگران: ۱۵۰۰۰ داور: هادی دزفولی |

| ۷ فروردین ۱۳۶۶ ۲ (دربی ۲۹) | استقلال تهران | ۰–۰ | پرسپولیس تهران | تهران                                             |
|                            |               |     |                | ورزشگاه: آزادی تماشاگران: ۷۰۰۰۰ داور: بهمن بهلولی |

| ۱۱ فروردین ۱۳۶۶ ۳ | استقلال تهران               | ۳–۱ | ستاد مشترک تهران  | تهران                            |
|                   | مظلومی ۵۱'، ۷۲' · رضایی ۷۸' |     | حمید روزبهانی ۵۵' | ورزشگاه: شیرودی داور: محمد صالحی |

| ۱۴ فروردین ۱۳۶۶ ۴ | استقلال تهران | ۰–۰ | مهر شمیران تهران | تهران                             |
|                   |               |     |                  | ورزشگاه: شیرودی داور: منوچهر نظری |

| ۲۱ فروردین ۱۳۶۶ ۵ | استقلال تهران         | ۱–۰ | عقاب تهران  | تهران                                             |
|                   | نامجومطلق ۷' (پنالتی) |     | رضا سلیمانی | ورزشگاه: شیرودی تماشاگران: ۳۰۰۰۰ داور: محمد ریاحی |

| ۲۵ فروردین ۱۳۶۶ ۶ | استقلال تهران | ۰–۰ | شاهین تهران | تهران                                              |
|                   |               |     |             | ورزشگاه: آزادی تماشاگران: ۶۰۰۰۰ داور: حمید خوشخوان |

| ۴ اردیبهشت ۱۳۶۶ ۷ | استقلال تهران          | ۲–۰ | نیروی زمینی تهران | تهران                                               |
|                   | مظلومی ۴۹'، ۵۹' · شوری |     | محمدخانی ورژ بخشی | ورزشگاه: شیرودی تماشاگران: ۲۵۰۰۰ داور: حمید خوشخوان |

| ۲ تیر ۱۳۶۶ ۸ | استقلال تهران | ۰–۰ | راه‌آهن تهران  | تهران                                              |
|              | طاهری         |     | پرویز باستانی | ورزشگاه: شیرودی تماشاگران: ۲۰۰۰۰ داور: هادی دزفولی |

| ۹ تیر ۱۳۶۶ ۹ | استقلال تهران                                         | ۳–۰ | بانک ملی تهران | تهران                                              |
|              | عادل مرادی ۲۱' (گل‌به‌خودی) · مظلومی ۳۱' · فتح‌آبادی ۴۹' |     |                | ورزشگاه: شیرودی تماشاگران: ۲۰۰۰۰ داور: منوچهر نظری |

| ۱۲ تیر ۱۳۶۶ ۱۰ | استقلال تهران            | ۲–۱ | هما تهران                       | تهران                                               |
|                | فریبا ۵۹' · فتح‌آبادی ۷۸' |     | مهدی گل‌محمدی ۶۵' · احمدرضا دانا | ورزشگاه: شیرودی تماشاگران: ۳۰۰۰۰ داور: حمید خوشخوان |

| ۱۷ تیر ۱۳۶۶ ۱۱ | استقلال تهران | ۰–۲ | دارایی تهران                                                 | تهران                                            |
|                | فریبا         |     | مراغه‌جیان ۳۰'، ۶۷' · منوچهر نظتهان · ویگن زینلی · جواد مخصوص | ورزشگاه: آزادی تماشاگران: ۶۰۰۰۰ داور: محمد صالحی |

| ۲۶ تیر ۱۳۶۶ ۱۲ | استقلال تهران              | ۱–۲ | گسترش تهران                                                 | تهران                                              |
|                | مظلومی ۷۵' · نامجومطلق '۸۴ |     | احمد حاج‌علی ۳۱'، ۳۷' · سعید مظاهری · خسرو پارسا · رضا محتشم | ورزشگاه: شیرودی تماشاگران: ۱۸۰۰۰ داور: بهمن بهلولی |

| ۳۰ تیر ۱۳۶۶ ۱۳ | استقلال تهران              | ۲–۰ | پتروشیمی تهران | تهران                                              |
|                | مظلومی ۴۴' · نامجومطلق ۵۰' |     |                | ورزشگاه: شیرودی تماشاگران: ۲۰۰۰۰ داور: هادی دزفولی |

| ۶ مرداد ۱۳۶۶ ۱۴ | استقلال تهران | ۰–۰ | نفت تهران               | تهران                                             |
|                 |               |     | هاشم عسگری صدقعلی قدیری | ورزشگاه: شیرودی تماشاگران: ۳۵۰۰۰ داور: محمد صالحی |

| ۲۰ مرداد ۱۳۶۶ ۱۵ | استقلال تهران      | ۱–۰ | پاس تهران      | تهران                                              |
|                  | مظلومی ۶۵' · فریبا |     | کریمی رضا امری | ورزشگاه: شیرودی تماشاگران: ۱۸۰۰۰ داور: منوچهر نظری |

| ۳ شهریور ۱۳۶۶ ۱۶ | استقلال تهران                  | ۳–۰ | بوتان تهران | تهران                                               |
|                  | فتح‌آبادی ۱۰'، ۴۵' · مظلومی ۶۳' |     |             | ورزشگاه: شیرودی تماشاگران: ۲۰۰۰۰ داور: حمید خوشخوان |

| ۲۰ شهریور ۱۳۶۶ ۱۷ | استقلال تهران | ۰–۱ | اکباتان تهران   | تهران                            |
|                   |               |     | هادی آهنگران ۷' | ورزشگاه: شیرودی داور: محمد ریاحی |

| رتبه | باشگاه        | بازی | برد | مساوی | باخت | گل‌زده | گل‌خورده | تفاضل گل | امتیاز |
| ---- | ------------- | ---- | --- | ----- | ---- | ----- | ------- | -------- | ------ |
| ۲    | دارایی تهران  | ۱۷   | ۱۰  | ۵     | ۲    | ۲۰    | ۱۲      | ۸        | ۲۵     |
| ۳    | استقلال تهران | ۱۷   | ۹   | ۵     | ۳    | ۱۹    | ۷       | ۱۲       | ۲۳     |
| ۴    | گسترش تهران   | ۱۷   | ۷   | ۷     | ۳    | ۱۸    | ۱۲      | ۶        | ۲۱     |

### جام حذفی ایران
منبع
| ۱۲ آبان ۱۳۶۶ ۱/۱۶ نهایی | متحد همدان         | ۱–۲ | استقلال تهران                   | همدان                                                |
|                         | محمد آخوندزاده ۷۷' |     | فریبا ۲۳' (پنالتی) · شوری ۲+۹۰' | ورزشگاه: قدس همدان تماشاگران: ۶۰۰۰ داور: هادی دزفولی |

| ۱۷ آبان ۱۳۶۶ ۱/۱۶ نهایی | استقلال تهران | ۰–۰ | متحد همدان | تهران                                                |
|                         |               |     |            | ورزشگاه: شیرودی تماشاگران: ۲۰۰۰۰ داور: علیرضا قویدست |

| ۲۶ آبان ۱۳۶۶ ۱/۸ نهایی | پلی‌اکریل اصفهان | ۱–۱ | استقلال تهران | اصفهان                                             |
|                        | کریم قنبری ۸۸'  |     | جانفدا ۷۹'    | ورزشگاه: ۲۲ بهمن تماشاگران: ۱۵۰۰۰ داور: محمد ریاحی |

| ۳ آذر ۱۳۶۶ ۱/۸ نهایی | استقلال تهران     | ۲–۰ | پلی‌اکریل اصفهان | تهران                                                |
|                      | نامجومطلق ۱'، ۷۷' |     |                 | ورزشگاه: شیرودی تماشاگران: ۱۵۰۰۰ داور: محمدرضا امامی |

| ۱۰ آذر ۱۳۶۶ ۱/۴ نهایی | استقلال تهران           | ۲–۰ | گسترش اراک  | تهران                                                |
|                       | گروسی ۷۳'، ۸۸' · حاجیلو |     | جواد پشتاره | ورزشگاه: شیرودی تماشاگران: ۱۸۰۰۰ داور: علیرضا قویدست |

| ۱۳ آذر ۱۳۶۶ ۱/۴ نهایی | گسترش اراک                            | ۱–۳ | استقلال تهران            | اراک                                                      |
|                       | حمیدرضا فرخ‌نژاد ۲۸' · هوشنگ مرادآبادی |     | شوری ۷' · طاهری ۱۲'، ۵۲' | ورزشگاه: شهید حق‌شناس تماشاگران: ۳۰۰۰ داور: علی‌محمد لجمیری |

| ۲۰ آذر ۱۳۶۶ نیمه‌نهایی | ملوان انزلی       | ۲–۲ | استقلال تهران                     | انزلی                                                  |
|                       | احمدزاده ۳۰'، ۶۲' |     | گروسی ۷۰'، ۸۰' · شکورزاده · فریبا | ورزشگاه: تختی انزلی تماشاگران: ۲۰۰۰۰ داور: بهمن بهلولی |

| ۲۷ آذر ۱۳۶۶ نیمه‌نهایی | استقلال تهران | ۰–۱ | ملوان انزلی | تهران                                                |
|                       | حاجیلو        |     | احمدزاده ۱' | ورزشگاه: شیرودی تماشاگران: ۳۵۰۰۰ داور: مهدی ابرنیروی |

### جام حذفی تهران
منبع

| ۱۹ مهر ۱۳۶۶ ۱/۱۶ نهایی | استقلال تهران                                               | ۴–۰ | پتروشیمی تهران | تهران                                                |
|                        | طاهری ۴' · مظلومی ۴۰'، ۶۶' (پنالتی) · فریبا ۸۳' · فلاحت‌زاده |     |                | ورزشگاه: شیرودی تماشاگران: ۱۰۰۰۰ داور: داوود کریم‌پور |

| ۲۸ مهر ۱۳۶۶ ۱/۸ نهایی | استقلال تهران       | ۱–۰ | صنایع دفاع تهران | تهران                                                |
|                       | مظلومی ۶۶' (پنالتی) |     |                  | ورزشگاه: شیرودی تماشاگران: ۸۰۰۰ داور: منوچهر ایلدروم |

| ۷ آبان ۱۳۶۶ ۱/۴ نهایی | استقلال تهران                       | ۴–۳ | بانک ملی تهران                                                | تهران                                             |
|                       | طاهری ۱۵' · نامجومطلق ۳۰'، ۳۵'، ۵۲' |     | محسن گلدهی ۵۰'، ۶۷' (پنالتی) · حسین کاظم‌زاده ۷۵' · سعید تهمتن | ورزشگاه: شیرودی تماشاگران: ۱۵۰۰۰ داور: محمد صالحی |

| ۱۰ آبان ۱۳۶۶ نیمه‌نهایی     | استقلال تهران            | ۲–۲ (۱–۴ پنالتی)                                      | هما تهران                                                | تهران                                              |
|                            | مظلومی ۵۸'، ۸۱' (پنالتی) | کیهان ورزشی                                           | مجید صالح ۱۴' · احمدرضا دانا ۶۶' (پنالتی) · حسن نوربهانی | ورزشگاه: شیرودی تماشاگران: ۲۰۰۰۰ داور: هادی دزفولی |
|                            | ضربات پنالتی             |                                                       |                                                          |                                                    |
| مظلومی · طاهری · نامجومطلق |                          | احمدرضا دانا · مجید صالح · حسن نوربهانی · فرامرز عزتی |                                                          |                                                    |

### بازی دوستانه
منبع
| ۲۸ فروردین ۱۳۶۶ دوستانه ۱ | ایدم تبریز                         | ۳ – ۱ | استقلال تهران | تبریز |
|                           | شیخ‌لاری ۱۲' · موسوی ۲۴' · ناجی ۷۲' |       | نامجومطلق ۵۱' |       |

| ۲۵ اردیبهشت ۱۳۶۶ دوستانه ۲ | منتخب اسلامشهر | ۰ – ۲ | استقلال تهران | اسلامشهر                                      |
|                            |                |       | نامجومطلق     | ورزشگاه: زمین خاکی شهید اورکی تماشاگران: ۴۰۰۰ |

| ۵ اسفند ۱۳۶۶ دوستانه ۶ | منتخب اهواز | ۰ – ۱ | استقلال تهران | اهواز                            |
|                        |             |       | مختاری‌فر ۸۳'  | ورزشگاه: تختی اهواز داور: اسراری |

## آمار فصل

### عملکرد کلی تیم در فصل
| عنوان بازیها    | بازی | برد | مساوی | باخت | گل‌زده | گل‌خورده | تفاضل | درصد برد |
| --------------- | ---- | --- | ----- | ---- | ----- | ------- | ----- | -------- |
| باشگاههای تهران | ۱۷   | ۹   | ۵     | ۳    | ۱۹    | ۷       | ۱۲    | ۵۳٪      |
| جام حذفی ایران  | ۸    | ۴   | ۳     | ۱    | ۱۲    | ۶       | ۶     | ۵۰٪      |
| جام حذفی تهران  | ۴    | ۳   | ۱     | ۰    | ۱۱    | ۵       | ۶     | ۷۵٪      |
| جمع             | ۲۹   | ۱۶  | ۸     | ۴    | ۴۲    | ۱۸      | ۲۴    | ۵۵٪      |

### تعداد بازی
| #  | بازیکن           | تعداد بازی | تعداد بازی     | تعداد بازی     | تعداد بازی |
| #  | بازیکن           | لیگ تهران  | جام حذفی ایران | جام حذفی تهران | جمع        |
| -- | ---------------- | ---------- | -------------- | -------------- | ---------- |
| ۱  | مجید نامجومطلق   | ۱۷         | ۴              | ۸              | ۲۹         |
| ۲  | پرویز مظلومی     | ۱۷         | ۴              | ۷              | ۲۸         |
| ۳  | بهتاش فریبا      | ۱۵         | ۴              | ۷              | ۲۶         |
| ۴  | بیژن طاهری       | ۱۵         | ۴              | ۷              | ۲۶         |
| ۵  | محمدرضا شکورزاده | ۱۴         | ۴              | ۸              | ۲۶         |
| ۶  | اصغر رضایی       | ۱۵         | ۴              | ۶              | ۲۵         |
| ۷  | علی شوری         | ۱۴         | ۳              | ۸              | ۲۵         |
| ۸  | مجید رضایی       | ۱۷         | ۴              | ۳              | ۲۴         |
| ۹  | صادق ورمزیار     | ۱۴         | ۴              | ۶              | ۲۴         |
| ۱۰ | فرشاد فلاحت‌زاده  | ۱۲         | ۴              | ۸              | ۲۴         |
| ۱۱ | محسن گروسی       | ۷          | ۴              | ۸              | ۱۹         |
| ۱۲ | جعفر مختاری‌فر    | ۱۶         | ۰              | ۰              | ۱۶         |
| ۱۳ | حمید فرزام‌نیا    | ۱۶         | ۰              | ۰              | ۱۶         |
| ۱۴ | سعید جانفدا      | ۹          | ۰              | ۷              | ۱۶         |
| ۱۵ | غلامرضا فتح‌آبادی | ۱۱         | ۰              | ۰              | ۱۱         |
| ۱۶ | رضا رجبی         | ۴          | ۲              | ۱              | ۷          |
| ۱۷ | اصغر حاجیلو      | ۲          | ۰              | ۵              | ۷          |
| ۱۸ | نادر خمس‌آبادی    | ۲          | ۳              | ۲              | ۷          |
| ۱۹ | اصغر شیرپور      | ۵          | ۰              | ۰              | ۵          |
| ۲۰ | حمید ملک‌احمدی    | ۰          | ۰              | ۵              | ۵          |
| ۲۱ | جمشید فرجی       | ۲          | ۰              | ۰              | ۲          |
| ۲۲ | رامین محتشمی     | ۲          | ۰              | ۰              | ۲          |
| ۲۳ | حبیب زیوری       | ۰          | ۲              | ۰              | ۲          |
| ۲۴ | حسین سیروج       | ۰          | ۰              | ۲              | ۲          |

### کاپیتان‌های فصل
| رده | نام           | باشگاههای تهران | جام حذفی | جام حذفی تهران | جمع |
| --- | ------------- | --------------- | -------- | -------------- | --- |
| ۱   | پرویز مظلومی  | ۱۰              | ۷        | ۴              | ۲۱  |
| ۲   | بهتاش فریبا   | ۴               | ۱        | ۰              | ۵   |
| ۳   | اصغر حاجیلو   | ۲               | ۰        | ۰              | ۲   |
| ۴   | جعفر مختاری‌فر | ۱               | ۰        | ۰              | ۱   |

- فقط کاپینانهایی که بازی را شروع کرده‌اند در این جدول قرار گرفته‌اند و کاپیتانهای تعویضی محاسبه نشده‌اند.

## تیم جوانان
مسابقات جوانان دسته اول باشگاههای تهران با شرکت ۱۵ تیم در یک گروه برگزار گردید و تیم فوتبال جوانان استقلال در پایان با ۱۶ امتیاز به مقام هفتم رسید. تیم فوتبال جوانان عقاب به مقام قهرمانی این مسابقات دست یافت. همچنین در مسابقات فوتبال حذفی جوانان باشگاههای تهران تیم جوانان استقلال در مرحله دوم با شکست از تیم هما از دور مسابقات شد.

## سایر ورزشها
منبع
- در مسابقات بسکتبال بانوان باشگاههای تهران بسکتبال بانوان استقلال به مقام سوم رسید.
- در این سال تیم والیبال استقلال در مسابقات قهرمانی باشگاههای تهران به مقام قهرمانی این دوره از مسابقات دست یافت. استقلال با این نفرات توانست به مقام قهرمانی دست یابد: اکبر نائینی، اصغر نائینی، عیسی ارگی، حسین حاج مهدی‌قلی، مسعود شفعه، محمود عظیمی، مرتضی شهبازی، جمشید بهلکه، توفیق اسماعیلیان، مربی تیم هم فرید صائبی بود.
- در مسابقات والیبال بایود شهدای دانشگاه تهران که با شرکت ۹ تیم از باشگاههای تهران برگزار گردید. تیم والیبال استقلال به مقام قهرمانی دست یافت.
- در مسابقات والیبال بزرگداشت شهدا غلامرضا هوریا و غلامرضا مقدم تیم والیبال استقلال به مقام قهرمانی این دوره از مسابقات دست یافت. اعضاء تیم والیبال استقلال عبارت بودند از: اصغر نائینی، اکبر نائینی، عیسی اراکی، محمود عظیمی، مسعود شفه، حسین حاج مهدی‌قلی، مرتضی شهبازی، فرهاد دالمن، سعید رحیمی، مربی تیم فرید صائبی، سرپرست تیم همت‌اله بهمن
- در مسابقات والیبال بانوان هفته بسیج تیم بانوان استقلال به مقام قهرمانی دست یافت.
- در مسابقات هشت جانبه والیبال بانوان باشگاههای تهران تیم بانوان استقلال به مقام قهرمانی رسید.
- در مسابقات گلبال قهرمانی تهران که با شرکت ۷ نیم برگزار گردید تیم گلبال استقلال به مقام قهرمانی رسید. اعضا این نسیم عبارت بودند از بهرام حامدی‌پور، خلیل اقدام پناه، علی حاتمی، بهرام سپهری